# ینی شفق
ینی شفق (ترکی استانبولی: Yeni Şafak) یک روزنامه محافظه‌کار در ترکیه است. این روزنامه به عنوان حامی سرسخت رجب طیب اردوغان و حزب عدالت و توسعه در ترکیه شناخته می‌شود و روابط گرم و صمیمانه‌ای با حکومت ترکیه دارد.